# Navajo County
Navajo County is een county in de Amerikaanse staat Arizona.
De county heeft een landoppervlakte van 25.779 km² en telt 97.470 inwoners (volkstelling 2000).